# Целинное сельское поселение (Бурятия)
Се́льское поселе́ние «Целинное» — муниципальное образование в Еравнинском районе Бурятии Российской Федерации. Административный центр — посёлок Целинный.

## История
Статус и границы сельского поселения установлены Законом Республики Бурятия от 31 декабря 2004 года № 985-III «Об установлении границ, образовании и наделении статусом муниципальных образований в Республике Бурятия».

## Население
| 2002 | 2011 | 2012 | 2013 | 2014 | 2015 | 2016 |
| ---- | ---- | ---- | ---- | ---- | ---- | ---- |
| 507  | ↘468 | ↘457 | ↘453 | ↘436 | ↘423 | ↗426 |
| 2017 | 2018 | 2019 | 2020 | 2021 | 2023 | 2024 |
| ↘417 | ↘416 | ↘411 | ↘403 | ↘382 | ↘364 | ↘359 |

## Состав сельского поселения
| № | Населённый пункт | Тип населённого пункта          | Население |
| - | ---------------- | ------------------------------- | --------- |
| 1 | Целинный         | посёлок, административный центр | ↘359      |